# Derby (Vermont)
Derby – miasto w Stanach Zjednoczonych, w stanie Vermont, w hrabstwie Greenwood.